# Kleefarngewächse
Die Kleefarngewächse (Marsileaceae) sind eine Familie aus der Gruppe der Echten Farne. Die Familie ist nach dem italienischen Grafen Aloysius Ferdinandus Marsili (Luigi Ferdinando Marsigli) (1658–1730) benannt, der auch Pflanzen sammelte.

## Beschreibung
Die Kleefarngewächse sind im Boden wurzelnde Sumpf- und Wasserpflanzen. Sie besitzen ein langes Rhizom, das gabelig verzweigt ist, und im oder auf dem Schlamm kriecht. Es ist schlank und häufig behaart. Die Blätter sind wechselständig. Sie ähneln Kleeblättern oder sie sind stielrund und binsenförmig, sie tragen vier (Marsilea), zwei (Regnellidium) oder kein (Pilularia) Fiederblättchen, sind also für Farne recht einfach aufgebaut. Die Blattadern sind gabelig verzweigt, verschmelzen aber an ihrem Ende oft wieder.
Die Kleefarngewächse sind heterospor, sie bilden kleine männliche und große weibliche Meiosporen. Die Sporangien sind dabei eingeschlechtig, bilden jeweils eine Sorte von Meiosporen. Sie stehen zu mehreren in kugeligen oder in länglich bis bohnenförmigen Sporokarpien und reißen mit zwei bis vier Klappen auf. Die Wand des Sporokarps wird dabei von einer umgebildeten Blattfieder gebildet und ist hart. Das Sporokarp entspringt dabei dem Rhizom oder an der Basis eines Blattstieles. Sporokarpe sind austrocknungsresistent und somit gute Überdauerungsorgane an den wechselfeuchten Standorten vieler Arten. Pro Pflanze werden ein oder viele Sporokarpien gebildet. Die Mikrosporen sind kugelig und trilet (dreistrahlige Narbe), die Megasporen sind ebenfalls kugelig und tragen über der Apertur eine Akrolamelle. Die Perine ist gallertig.
Das Prothallium bleibt klein und in die Spore eingeschlossen, oder reicht nur wenig aus der Spore heraus.
Die Chromosomengrundzahl beträgt x = 10 bei Pilularia und x = 20 bei Marsilea.

## Verbreitung
Die Kleefarngewächse sind subkosmopolitisch verbreitet. Sie wachsen in Teichen und in Flachwasser; die Blätter schwimmen oder ragen aus dem Wasser.

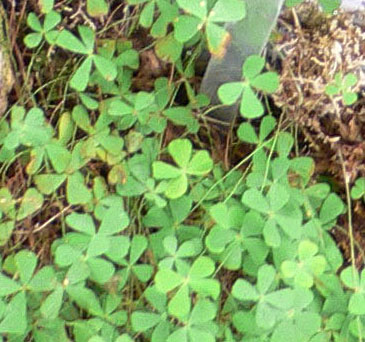
Marsilea villosa

## Systematik

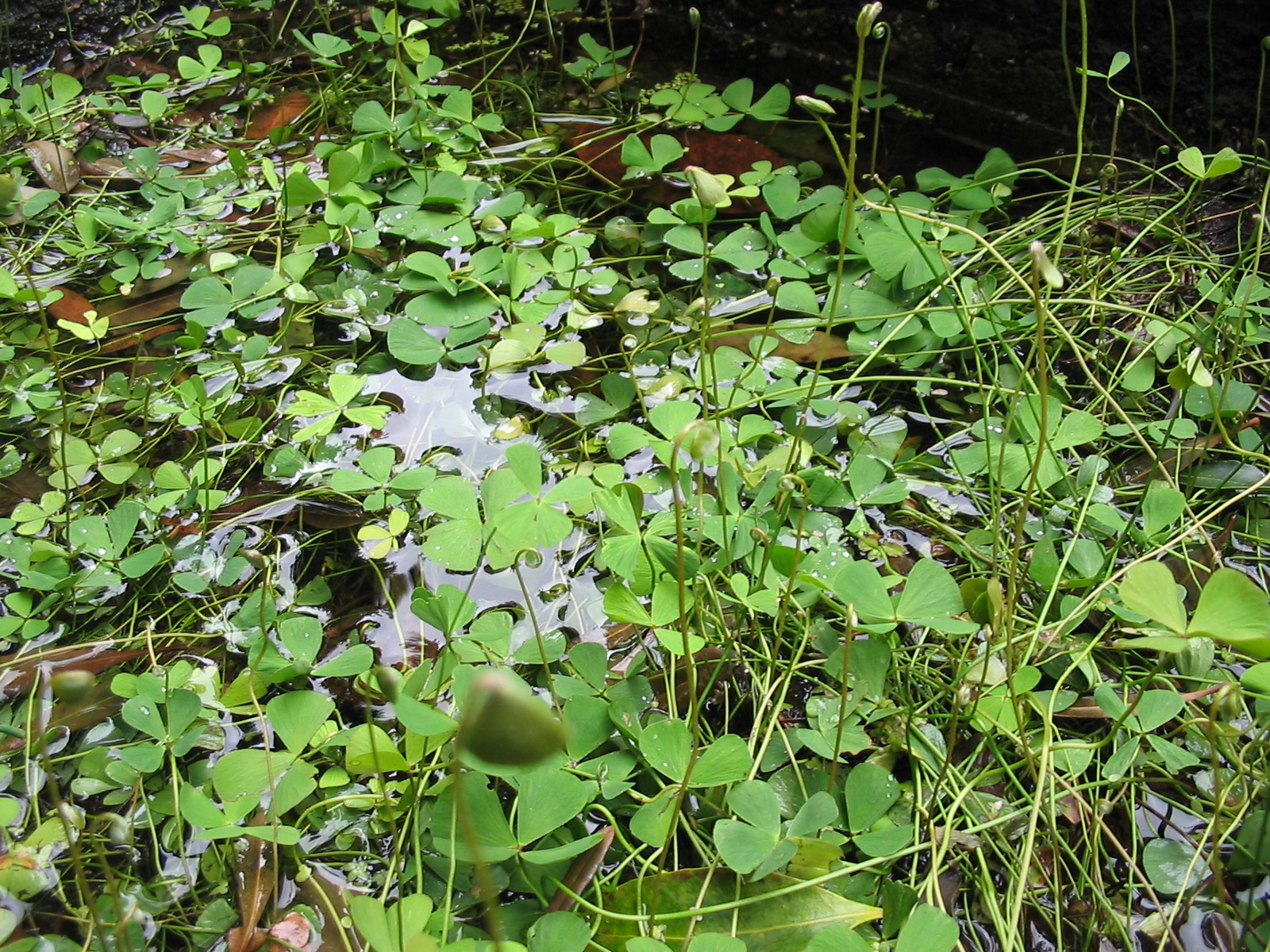
Marsilea hirsuta (Syn.: Marsilea azorica)

Die Kleefarngewächse sind die Schwestergruppe der Schwimmfarngewächse, mit denen sie zusammen die Ordnung der Salviniales bilden. Innerhalb der Familie gibt es drei Gattungen mit zusammen rund 75 Arten. Dabei sind die beiden Gattungen Pilularia und Regnellidium miteinander näher verwandt als mit Marsilea.
- Kleefarne (Marsilea L.) mit 50 bis 70 Arten, davon fünf in Europa.[5] Hierher gehören:
  - Kleefarn (Marsilea quadrifolia L.), einzige mitteleuropäische Art.
  - Marsilea batardae Launert: Sie kommt in Portugal und in Spanien vor.[6]
  - Marsilea crenata C. Presl: Sie kommt in Japan, Taiwan, China, Thailand, Malaysia, Indonesien, auf den Philippinen und in Australien vor.[7]
  - Marsilea drummondii A. Braun: Sie kommt in Australien vor.[7]
  - Marsilea exarata A. Braun: Sie kommt in Australien vor.[8]
  - Marsilea hirsuta R. Br. (Syn.: Marsilea azorica Launert & Paiva): Sie wurde aus Australien erstbeschrieben. Sie ist auf den Azoren ein Neophyt.[6]
  - Marsilea minuta L.: Sie kommt in Marokko, Algerien, Ägypten und in Israel vor.[6]
- Pillenfarne (Pilularia L.) mit sechs Arten. Darunter:
  - Gewöhnlicher Pillenfarn (Pilularia globulifera L.)
- Regnellidium Lindm., mit der einzigen Art:
  - Regnellidium diphyllum Lindm.: Sie ist nur von wenigen Fundorten in Süd-Brasilien und Argentinien bekannt und wächst an Seeufern und in Teichen zwischen anderer aquatischer Vegetation.[4]

## Paläobotanik
Die Familie ist schlecht durch Fossilien vertreten. Es gibt einige Megasporen und andere Fossilien aus der Kreidezeit, die den Kleefarngewächsen zugerechnet werden. Rodeites ist eine tertiäre Gattung, die aus Megasporen, Mikrosporen und Sporokarpen aus dem Hochland von Dekkan in Indien stammen. Rodeites dakshinii ähnelt dabei stark der rezenten Regnellidium.

## Belege
- Siegmund Seybold (Hrsg.): Schmeil-Fitschen interaktiv. CD-ROM, Version 1.1. Quelle & Meyer, Wiebelsheim 2002, ISBN 3-494-01327-6. (Merkmale)
- Alan R. Smith, Kathleen M. Pryer, Eric Schuettpelz, Petra Korall, Harald Schneider, Paul G. Wolf: A classification for extant ferns. In: Taxon. Band 55, Nr. 3, 2006, ISSN 0040-0262, S. 705–731, Abstract, PDF-Datei (Merkmale, Verbreitung).
- Christel Kasselmann: Aquarienpflanzen. Ulmer Verlag, Stuttgart 1995; 2., überarbeitete und erweiterte Auflage 1999, ISBN 3-8001-7454-5, S. 460 (Zwergkleefarn).